# Перенос столицы Казахстана в Акмолу
Перенос столицы Казахстана из Алма-Аты в Акмолу — третий по счёту перенос столицы в истории Казахстана и первый в независимом Казахстане. Он также стал первым и единственным переносом столицы государства на постсоветском пространстве, значительно повлияв на экономические и демографические процессы в стране. Инициатором переноса столицы выступил президент Казахстана Нурсултан Назарбаев.

## Причины переноса
Согласно воспоминаниям первого президента Казахстана Нурсултана Назарбаева, замысел о строительстве новой столицы возник у него уже в первые месяцы независимости в 1992 году. После обретения Казахстаном независимости стало возможным возникновение ряда проблем из-за расположения Алма-Аты вдали от других регионов страны. В частности, наблюдались отдельные сепаратистские настроения в регионах, и перенос столицы был одним из решений вопросов национальной безопасности. Город Алма-Ата расположен в котловине, поэтому строительство ограничено горами и уже в начале 1990-х годов не оставалось территорий для расширения города. Фактором риска было также то, что Алма-Ата находится в сейсмической зоне с вероятностью разрушительных землетрясений.
С точки зрения безопасности столица независимого Казахстана должна была находиться далеко от внешних границ, ближе к центру страны. Важным было также обеспечить безопасность деятельности высших государственных органов власти, эффективность их работы в случае возможного обострения региональной ситуации.
При выборе новой столицы Назарбаев придерживался 32 критериев: социально-экономический потенциал, климат, рельеф местности, сейсмическая ситуация, окружающая среда, инженерная и транспортная инфраструктуры, коммуникации, строительный комплекс, трудовые ресурсы и другие. В качестве новой столицы рассматривались такие варианты, как Улытау, Караганда, Кокшетау, Актобе. От варианта переноса столицу в Улытау отказались сразу из-за дефицита воды, отсутствия железной дороги, нахождения региона в стороне от магистральных путей. Кандидатуры Караганды и Кокшетау отпали из-за слабой инфраструктуры, а Актобе — из-за географического расположения вдали от центра страны.
Специальная комиссия, назначенная президентом, выбрала Акмолу, так как город одинаково приближён к крупным хозяйственным регионам, определяющим развитие экономики страны. Это позволяло достичь регионального этнодемографического баланса, стимулирование миграции из трудоизбыточных южных областей в индустриально развитые северные города, вовлечение населения в промышленное и сельскохозяйственное производство Центрального и Северного Казахстана. Другими преимуществами Акмолы были узловое пересечение многих дорог, компактность площади города, отсутствие дефицита питьевой воды, ограниченность населения, то есть наличие многих возможностей и для планирования строительства, и для осуществления архитектурных замыслов, и для демографического роста. Даже в центральной части города имелось около 30 гектаров свободной территории, на которых можно было строить необходимые объекты, привязав их к существующим инженерным коммуникациям.

## История переноса столицы
Впервые идея о переносе столицы была озвучена президентом Нурсултаном Назарбаевым в одном из выступлений. По его воспоминаниям:
Сначала я поделился этим замыслом с небольшой группой — с элитой общества. Если сказать, что члены правительства, депутаты парламента с удивлением восприняли мои слова, то это значит, почти ничего не сказать. Впервые озвученная мною эта мысль при мне была встречена улыбкой, а за моей спиной — возможно, смехом. Что интересно: зная, что я словами не разбрасываюсь, многие восприняли идею переноса столицы как неудачную шутку. В одном из своих выступлений в конце 1993 года я осторожно высказался о переносе столицы из Алматы в другой город, то есть прозондировал, какую это вызовет реакцию. Многие из собравшихся в зале, видимо, подумали, что я ошибся или устал от напряженной работы… В начале 1994 года я вновь повторил свою мысль о переносе столицы. Но и в этот раз мои слова были восприняты как неуместная шутка. Все посмеялись и успокоились, подумав, что на этом всё забудется.
6 июля 1994 года Назарбаев выступил с предложением о переносе столицы перед депутатами Верховного Совета Казахстана. Президент аргументировал это тем, что при финансировании переноса столицы невосполнимыми будут конкретные затраты на переезд, а все остальные средства станут инвестицией в будущее. Дискуссия в парламенте длилась весь день, мнения разделились. Одна часть поддержала мнение президента. Другая часть депутатов считала, что во время экономического кризиса, когда людям не удаётся вовремя платить зарплату, нет возможности менять столицу. Третья часть поддержала идею, но предлагала отодвинуть её реализацию на более поздний срок. Председатель Верховного Совета Казахстана Абиш Кекилбаев описывал обсуждение переноса столицы в парламенте так:
Обычный гул в зале быстро прекратился, и они приготовились слушать. Сообщение сделал сам Нурсултан Абишевич. Стояла полная тишина. Все слушают очень внимательно. Президент подготовился всесторонне. На посыпавшиеся, как град, вопросы он стал отвечать без запинки, обстоятельно и глубоко. Задавались и колкие, ехидные вопросы. Из-за столь внезапной постановки вопроса многие искали какую-то скрытую причину. Немало было и таких, кто хотел увидеть в этом геополитические уловки. Находились и такие, которые, широко не распространяясь, связывали это с повседневной суетой, с положением дел близких и родственников. Некоторые свели все к каким-то политическим амбициям. Нурсултан Абишевич терпеливо отвечал и на все задиристые вопросы, скрупулёзно и даже избыточно объяснял суть дела. Не говоря о тех, кто был склонен делать из мухи слона и искать грязь под ногтями, даже довольно опытные, выдержанные деятели чувствовали себя неуютно, заметно волновались. Большинство из них никак не могло взять в разум, как это можно оставить утопающую в зелени красавицу Алматы и величественный Алатау и переехать в обветшалый и закопченный городишко среди степи с его непроглядными буранами и жгучими морозами… В глазах у многих можно было прочесть немой вопрос: «Может, надо еще подумать?» Не буду скрывать, я и сам больше склонялся в эту сторону.
В итоге предложение о переносе столицы было выдвинуто на голосование и было принято Верховным Советом Казахстана 6 июля 1994 года с минимальным перевесом голосов. Дата 6 июля в Казахстане является государственным праздником — Днём столицы.
15 сентября 1995 года Назарбаев издал указ, имеющий силу закона, «О столице Республики Казахстан», которым была образована Государственную комиссию для организации работы по передислокации высших и центральных государственных органов в город Акмолу, руководимая Николаем Макиевским. На правительство Казахстана была возложена задача создания внебюджетного фонда «Новая столица» для аккумуляции внебюджетных средств для обустройства Акмолы, а также подготовка предложения о налоговых, таможенных и других преференциях для инвесторов, участвующих в застройке и развитии инфраструктуры Акмолы.
20 октября 1997 года был издан указ президента «Об объявлении города Акмолы столицей Республики Казахстан», согласно которому Акмола объявлялась столицей Казахстана с 10 декабря 1997 года. 8 ноября в новую столицу были перевезены все главные символические атрибуты государственной власти — флаг, герб президентский штандарт, а к началу 1998 года в Акмолу были передислоцированы практически все министерства.
6 мая 1998 года столицу переименовали в Астану. Международная презентация Астаны в качестве новой столицы состоялось 10 июня, 2 июня в честь презентации столицы указом президента учреждена памятная медаль «Астана».